# Inna Money
Inna Money, de son véritable nom Nga Ateba Muriel-Diane, née le 04 novembre 1994, est une rappeuse camerounaise originaire du centre du pays. 

## Biographie

### Enfance et débuts
Inna Money débute dans le rap au milieu des années deux mille, influencée par de nombreux artistes à l’instar de Diam’s, Booba, Ciara, Nicki  Minaj, elle va d’abord interpréter les chansons de ses artistes préférés avant de se lancer dans l’écriture de ses propres textes.

### Carrière
Inna Money fait la rencontre du rappeur Teddy Doherty en 2011 par le biais de leur manager et forme dès lors avec ce dernier le "couple" du rap camerounais.
En 2012, Inna Money signe sous le label Life style music qui produit déjà Teddy Doherty et enregistre Rookie, une chanson qui va la révéler sur internet et l’ouvrir les portes des scènes, puis des émissions de Hip-hop, sur CRTV Fm 94 entre autres.
Elle preste sur la scène de l’Institut français du Cameroun antenne de Yaoundé, au festival elephantastik au club camtel de Yaoundé et elle fait aussi le douala Hip Hop festival en 2014, 2015 et en 2016.
En 2021, Malheureusement Teddy Doherty quitte le label Life Style Music et Inna Money est désormais en solo. 

## Discographie

### Albums
- 2014 : Pyromanes[5]
- 2018 : Avant goût, EP
- 2019 : Emotions

### Singles
- 2012 : Rookie
- 2013 : Bang
- 2014 : Ca Se Passe Ici  et Le Réseau
- 2015 : Bomayé
- 2015 : Déranger remix, KillaMel
- 2015 : Et puis koi remix, Jovi
- 2016 :  ça chauffe, JVL ? et On est dehors
- 2017 : Où sont les choses
- 2021 : Cruella